# Храм Христа Спасителя (Осло)
Храм Христа Спасителя (норв. Vår Frelsers ortodokse kirke) — лютеранская кирха, переданная в долгосрочную аренду (до 2025) православному Ольгинскому приходу Русской православной церкви и освящённая в честь Воскресения Словущего и святой княгини Ольги. Находится на территории историко-мемориального кладбища в центре Осло, в Норвегии.
Престольный праздник — 11 (24) июля (св. княгиня Ольга)

## История

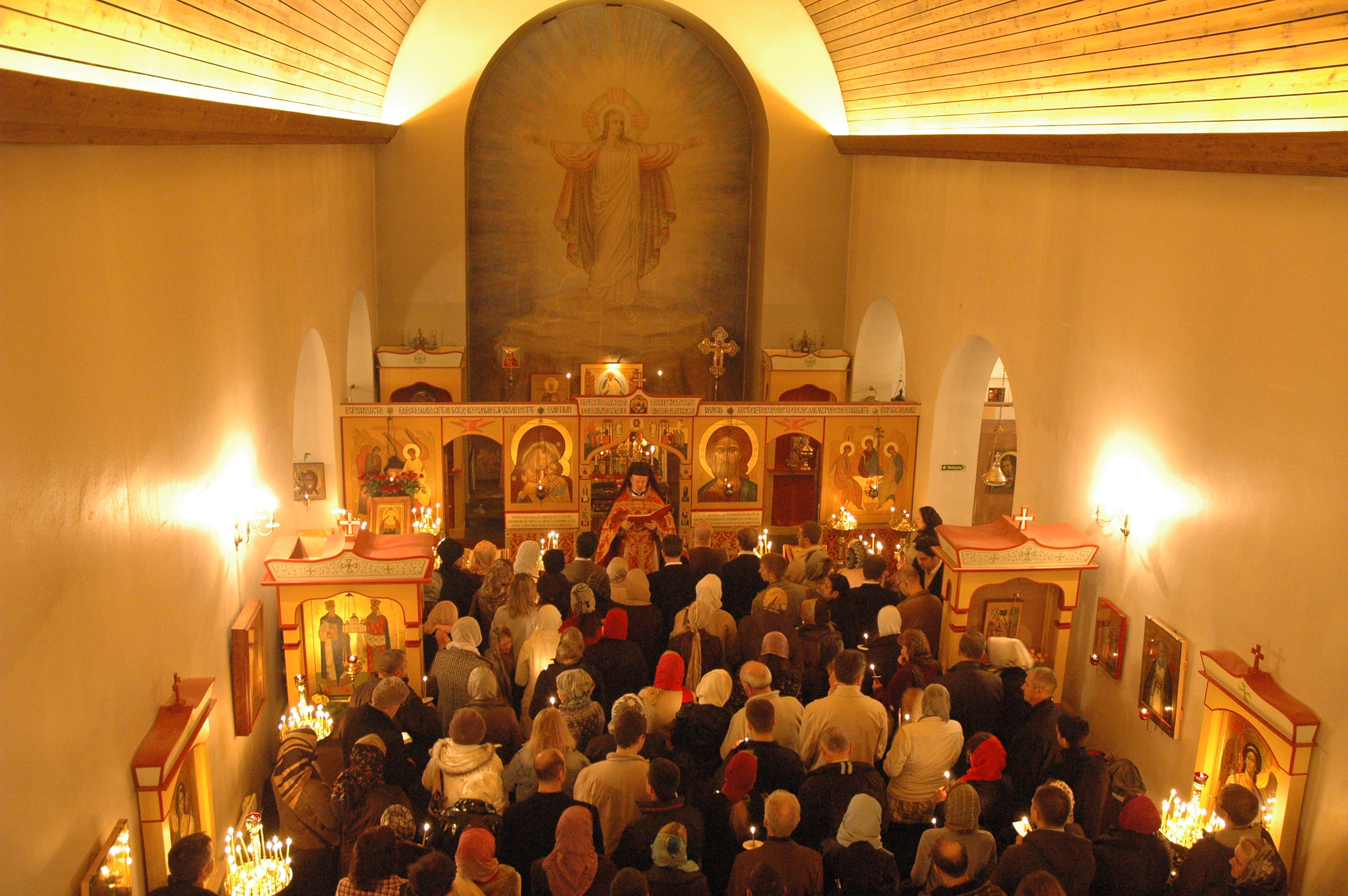

Храм был построен в 1864 году на территории историко-мемориального кладбища в центре Осло и использовался евангелическо-лютеранской церковью Норвегии в качестве кладбищенского до закрытия некрополя в 1952 году.
Алтарна фреска «Воскресший Христос» выполнена известным норвежским художником Пером Вигеландом.
В 2003 году храм был передан в долгосрочную аренду Воскресенско-Ольгинскому приходу Русской православной церкви и освящён 13 июня 2004 года Председателем Отдела внешних церковных связей митрополитом Смоленским и Калининградским Кириллом (Гундяевым) в присутствии лютеранского епископа Осло Гуннара Столсетта, посла России в Норвегии Александра Панова, Посла Германии Хорста Винкельманна и других официальных лиц. Настоятелем храма с 2003 года является игумен (с 2017 года — архимандрит) Климент (Хухтамяки).
В период 2008—2010 годов грузинским иконописцем Гургеном Чухуа были созданы иконы для иконостаса левого придела храма. Ряд икон был написан финской иконописицей Мари Забышной.